# László Ernő
László Ernő, született: Lőwy (Nyitrazsámbokrét, 1897. július 11. – Svájc, 1973. március) világhírű magyar bőrgyógyász és kozmetológus, üzletember. Alapítója volt a The Erno Laszlo Institute-nak. Saját fejlesztésű, luxus kategóriájú termékei, módszerei máig megőrizték pozíciójukat a szépségápolásban és a kozmetikai iparban.

## Élete és munkássága
László a történelmi Magyarország területén, Nyitrazsámbokréten született László (Lőwy) Simon (1864–1930) állatorvos és Izsák Rozália gyermekeként, de Budapesten nőtt fel. A Budapesti Tudományegyetem Bőrgyógyászati karán tanult, szakterülete a bőrbetegségek kórtana volt. Klinikai tanulmányait Berlinben végezte Max Joseph professzor, híres bőrgyógyász, „a modern bőrgyógyászat atyja” mellett dolgozva. Doktori címét 1925-ben szerezte. Munkássága során végig előszeretettel foglalkozott kémiai kísérletekkel, hogy olyan készítményeket tudjon kidolgozni, melyek nem csak elfedik a bőrhibákat, de helyre is állítják azokat.
Szárnyaló szakmai karrierjét 1920-ban két ismert személy kezelésével alapozta meg. Egyikük a Habsburg-család egyik hölgytagja, Stefánia hercegnő volt, akinek aknés arcbőre annyira súlyos állapotú volt, hogy külseje komoly pszichés problémákat okozott számára. László kidolgozott számára egy olyan készítményt, mellyel eredményesen tudta gyógyítani a bőrproblémát. Második híres betege korának ismert színésznője, Gombaszögi Frida volt, akinek arcát lövedék sebesítette meg, mély vágásokat ejtve bőrén. László őt is sikeresen tudta kezelni, így a színésznő visszatérhetett a szerepléshez. A hónapokig tartó kezelés folyamán ismerte meg feleségét, Frida testvérét, Gombaszögi Irén színésznőt. Irén otthagyta a színpadot, hogy férje mellett dolgozzon. 1929. december 24-én Budapesten kötöttek házasságot.
1927-ben Budapesten, a Szervita téren nyitotta meg első, Tudományos Kozmetológiai Intézetét, testvérével, dr. László Vilmossal, melyben a magyar, és hamarosan egész Európa társadalmainak felső köreiből származó betegeit kezelték. László a hozzá írásban forduló nők leveleit is megválaszolta, részletes leírást kérve tőlük bőrük állapotáról ahhoz, hogy diagnózist tudjon felállítani, és javaslatot adjon a kezelésükre. Később ezt az információt használta fel a híres „Invisible Consultation”, a „László Ernő kérdőív” kifejlesztésére, mely pontos besorolást ad a bőrtípusokra. "A kezdeti időszak emblematikus termékei közé tartozott a dr. László-féle rázókeverék, a fekete iszap szappan, illetve a kétfázisú arctisztító olaj..." - írja a magyar Forbes cikke. 1937-ben látogatást tett Hollywoodba, ahol a Warner Brothers ajánlatot tett számára, hogy szakmai vezetője legyen make-up részlegüknek. László végül elutasította az ajánlatot, de útja során számos hírességgel találkozott, és jó szakmai kapcsolatokat épített ki.
1939-ben az ország háborús készülődése miatt László az emigrálás mellett döntött, és New Yorkba költözött. Még abban az évben megnyitotta intézetét Manhattanben a Fifth Avenue 677. egyik emeletén. Az intézet megnyitásáról a New York Herald Tribune tudósított 1939. november 3-n. Gyenge angoltudása veszélyeztette pályafutását, mivel – bár az egyik legnevesebb nyelvtanár segítségét vette igénybe, soha nem tudta magasabb szinten elsajátítani a nyelvet – nem tudta letenni az American Medical Association akkreditációs vizsgáját. Végül lemondott az orvosi engedély megszerzéséről. Az amerikai állampolgárságot László 1945-ben kapta meg.
Az 1940-es évek elején Helena Rubenstein felkereste Lászlót, és ajánlatot tett számára hogy felvásárolja vállalkozását, azonban László visszautasította, mivel nem kívánta termékeit árusítani. Több társtulajdonossal megalapította az Erno Laszlo Institute-ot, mellyel az amerikai társadalom gazdag, híres és hatalommal bíró rétegét célozta. A konzultáció, és a kezelések díjai kiemelten magasak voltak (az 1950-es években egyetlen konzultáció 75 USD-ba került). Az intézetbe való bejutáshoz minimum egy ajánlással kellett rendelkeznie a jelentkezőnek, és László nagyon szigorúan megkövetelte az általa előírt „rituálé” megtartását, tekintet nélkül az illető kilétére – azonnal észrevette vendége bőrén, ha az nem tartotta be az előírt kezelést. "A többlépcsős rituálé betartását nemcsak a filmsztárokon, hanem a családtagokon is szigorúan számonkérte.” - meséli Siska Lajos, a Forbes magazinnak adott interjúban.  Dr. László Ernő vendégei közé tartozott Marilyn Monroe, aki kifejezetten nagyra tartotta a csodadoktort: „Erno Laszlo nemcsak a testemet, hanem a lelkemet is meggyógyította” – fogalmazott az ’50-es évek szexszimbóluma. Dr. László külön krémet is kifejlesztett számára, amit Marilyn holtteste mellett is megtaláltak. Ügyfelei voltak továbbá a felső arisztokrácia jelentős része, Grace Kelly monacói hercegné, VIII. Eduárd brit király,a későbbi windsori herceg és Wallis Simpson hercegnő, Ava Gardner, Gloria Vanderbilt, Doris Duke, Greta Garbo, Lillian Gish, Truman Capote. Az 1960-as években a kezeltek köre bővült Katherine és Audrey Hepburnnel, Yul Brynnerrel, Hubert de Givenchyval, és Jacqueline Kennedy Onassis-szal. Napjainkban az intézet ismert vendégei közé tartozik Val Kilmer, Madonna, Sting, Yoko Ono, Diane Keaton.
1951-ben vendégei győzködésének hatására megengedte, hogy – szigorú feltételeket támasztva – termékeit árusítsák, egy 30 zárt tagú hálózatban. Csak akkor vásárolhatott valaki (női vásárló) a termékekből, ha egy másik tag hozta magával, és részt vett bőranalízison valamint egy konzultáción. 1954. februárjában a tagság létszámát befagyasztották 25000-es létszámnál.
1966-ban László ismét belépett a kiskereskedelmi piacra, a Chesebrough-Ponds-szal együttműködésben, melyben megbízható partnert talált, és mely cég később felvásárolta az Erno Laszlo Institute-ot. László a vállalat eladásáig megtartotta magának a kutatást és fejlesztést, két legkedvesebb területét.
1967-ben László felesége, Irén elhunyt. Fájdalmát munkával, és a kontinensek közötti repülőutakkal enyhítette. Egyik ilyen útja során ismerte meg második feleségét, Sibille Schulzot, aki addig nem hallott sem róla, sem munkásságáról, és 1970-ben Svájcban, Lugano közelében tartott csendes szertartáson kötöttek házasságot. Miután eladta vállalatát a Chesebrough-Ponds-nak, teljesen visszavonult, és feleségével töltötte idejét.
Dr. László Ernő szívrohamban hunyt el 1973-ban Svájcban.
Vállalatát 1995-ben felvásárolta az Elizabeth Arden cég, a Mana Products, melynek alapítója, Nikos Mouyiaris korábban Lászlónál dolgozott vegyészként. 
2002. óta az Erno Laszlo a Cradle Holdings része.

## Fordítás
- Ez a szócikk részben vagy egészben  az   Erno Laszlo című angol Wikipédia-szócikk fordításán alapul.  Az eredeti cikk szerkesztőit annak laptörténete sorolja fel. Ez a jelzés csupán a megfogalmazás eredetét és a szerzői jogokat jelzi, nem szolgál a cikkben szereplő információk forrásmegjelöléseként.